# Верховцы (Тернопольская область)
Верховцы (укр. Верхівці) — село в Хоростковской городской общине Чортковского района Тернопольской области Украины.
До 2020 года входило в Гусятинский район.
Код КОАТУУ — 6121685702. Население по переписи 2001 года составляло 448 человек.

## Географическое положение
Село Верховцы находится на берегу реки Голодные Ставы,
выше по течению на расстоянии в 0,5 км расположено село Клювинцы,
ниже по течению на расстоянии в 0,5 км расположено село Перемилов.

## История
- 1530 год — дата основания.

## Объекты социальной сферы
- Клуб.

## Достопримечательности
- Братская могила советских воинов.